# ヴェナー＝グレン・センター

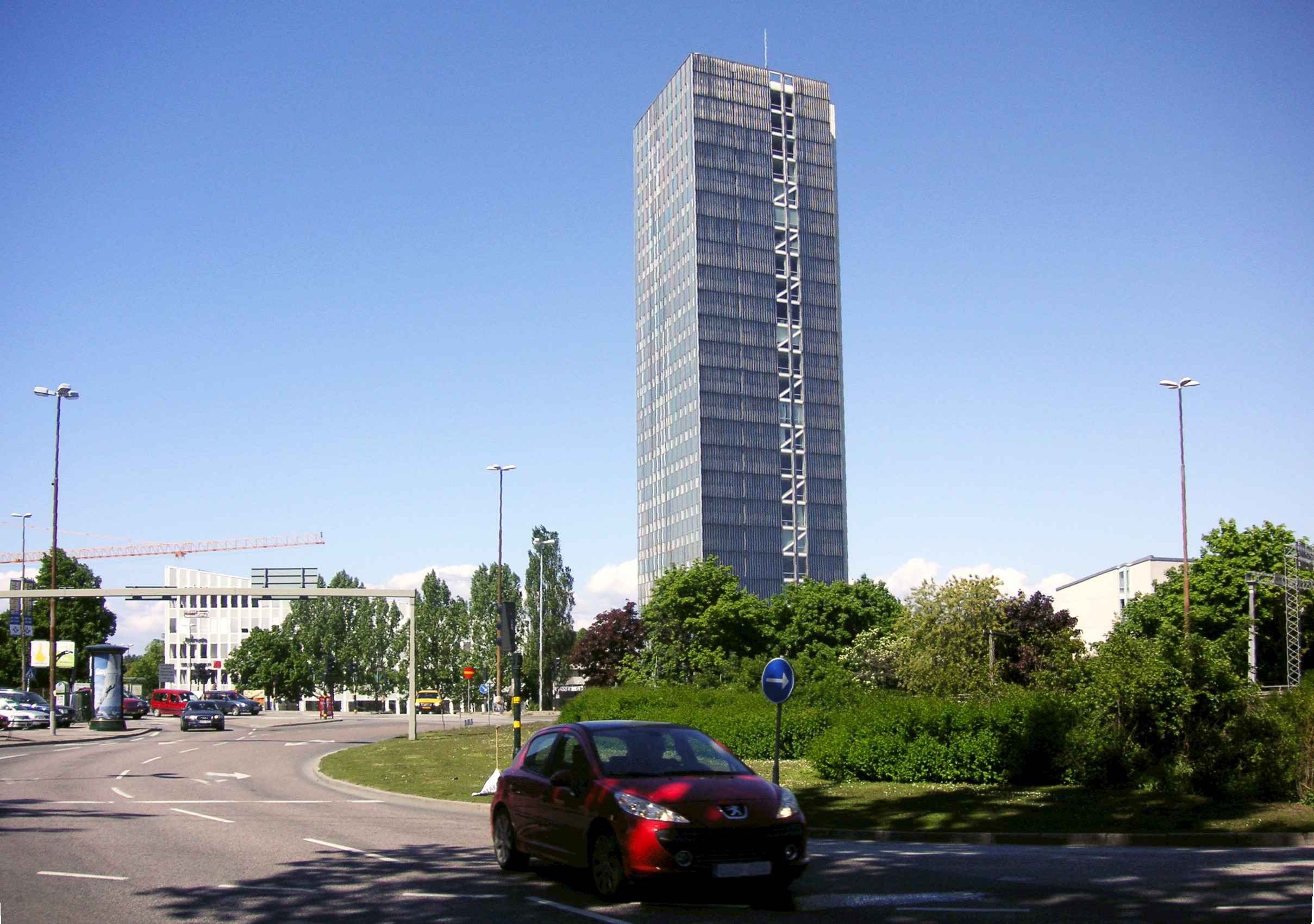
ヴェナー＝グレン・センター

ヴェナー＝グレン・センター（Wenner-Gren Center）は、スウェーデン、ストックホルムのヴァーサスターデン地区（Vasastaden）にあるタワーとビルの複合施設である。この建物は1959年から1961年にかけて建設され、1962年に開業した。

## 概要
ヴェナー＝グレン・センターは、ヘリコン（Helicon）、パイロン（Pylon）、テトラゴン（Tetragon）という名称の3つの建物から構成されている。パイロンは高層のタワー、ヘリコンはタワーを取り囲むような半環状の低層部分、テトラゴンはタワーに隣接する箱状の建物である。ヘリコンは、ストックホルム地区の研究施設を訪れる科学者達用の居住施設を含んでおり、この部分はヴェナー＝グレン財団の一つの所有分となっている。複合施設の残りは商業用の賃貸スペースとなっているが、その一部分は伝統的に研究助成団体のような科学研究組織が使用している。
このセンターは、ノーベル賞受賞者ヒューゴ・テオレルがストックホルムを訪問する科学者が逗留する宿泊施設を建てる働きかけを行った結果、実業家のアクセル・ヴェナー＝グレンが建設費用の資金を寄付したことから彼の名に因んで名付けられた。